# Etűdök (Bartók)
Bartók Béla Etűdök című kompozíciója a 18. opusz (Sz. 72, BB 81).
Az 1918-ban komponált három etűdöt 1919 áprilisában, budapesti szerzői estjén mutatta be Bartók.
A cím pedagógiai célt sejtet. Bartók, aki maga jeles zongoraművész és a Zeneakadémia zongoratanára volt, korábban már foglalkozott pedagógiai rendeltetésű művek írásával, ezek azonban nem annyira a zongoratudás fejlesztésére irányultak – azt legalábbis elemi szinten vették figyelembe –, mint a növendék zenei világképének kiszélesítésére a népzene felhasználásával. Az Etűdök ezzel szemben a zongorajáték felsőfokán megvalósítható hangszeres gyakorlatokat tartalmaznak, mellőzik a népzenei adaptációt és elsősorban azokra az elméleti-technikai újításokra hívják fel a figyelmet, amelyeket Claude Debussy kései etűdjeitől Arnold Schönberg korai zongoradarabjaiig a nyugat-európai zeneszerzés felmutatott.
- Tételek:

1. Allegro molto
2. Andante sostenuto
3. Rubato – Tempo giusto

## Autográf anyagok
- Fogalmazvány:

1. 1–3. etűd (Bartók Péter gyűjteménye: 48PS1)
2. Egy tervezett darab töredéke (Bartók Péter gyűjteménye: miscell. C-26/6); egy további töredék, talán etűd, a II. vonósnégyes (BB 75) kézirat-együttesének borítóívén (Bartók Péter gyűjteménye: 42FSS1)

- Az Universal Edition 6498 első kiadás (1920) metszőpéldánya, Ziegler Márta másolata Bartók javításaival (Bartók Péter gyűjteménye: 48PFC1)
- Az UE első kiadás példánya időtartam adatokkal (ifj. Bartók Béla magángyűjteménye)